# Phytodietus mexicanus
Phytodietus mexicanus är en stekelart som beskrevs av Cresson 1874. Phytodietus mexicanus ingår i släktet Phytodietus och familjen brokparasitsteklar. Inga underarter finns listade i Catalogue of Life.